# Fredede bygninger i Haderslev Kommune
Denne liste over fredede bygninger i Haderslev Kommune viser alle fredede bygninger i Haderslev Kommune, bortset fra kirker. Listen bygger på data fra Kulturarvsstyrelsen.
| Sagsnavn                                   | Komplekstype         | Opførelsesår | Adresse                                  | Koordinater                                 | Fredningsår (1. fredning) | ID (Link til Kulturarv.dk) | Billede     |
| ------------------------------------------ | -------------------- | ------------ | ---------------------------------------- | ------------------------------------------- | ------------------------- | -------------------------- | ----------- |
| Agerskovhuset                              |                      | 1682         | Hornsgårdvej 7, 6510 Gram                | 55°18′49″N 9°01′06″Ø / 55.31367°N 9.01843°Ø |                           | 510-2096-1                 | Upload foto |
| Amtsforstandergården                       |                      | 1844         | Kvistrupvej 36, 6100 Haderslev           | 55°15′52″N 9°38′00″Ø / 55.26447°N 9.63328°Ø |                           | 510-7207-1                 | Upload foto |
| Apotekergade 1                             |                      | 1748         | Apotekergade 1A, 6100 Haderslev          | 55°14′57″N 9°29′15″Ø / 55.24910°N 9.48738°Ø |                           | 510-3014-1                 | Upload foto |
| Apotekergade 11                            |                      | 1962         | Apotekergade 11, 6100 Haderslev          | 55°14′58″N 9°29′12″Ø / 55.24957°N 9.48676°Ø |                           | 510-3022-1                 | Upload foto |
| Avlsgården                                 |                      | 1800         | Slotsvej 56A, 6510 Gram                  | 55°17′47″N 9°03′34″Ø / 55.29638°N 9.05932°Ø |                           | 510-1162-1                 | Upload foto |
| Avlsgården                                 |                      | 1800         | Slotsvej 56, 6510 Gram                   | 55°17′49″N 9°03′35″Ø / 55.29695°N 9.05976°Ø |                           | 510-1162-2                 | Upload foto |
| Avlsgården                                 |                      | 1800         | Slotsvej 56, 6510 Gram                   | 55°17′49″N 9°03′35″Ø / 55.29695°N 9.05976°Ø |                           | 510-1162-3                 | Upload foto |
| Avlsgården                                 |                      | 1800         | Slotsvej 56, 6510 Gram                   | 55°17′49″N 9°03′35″Ø / 55.29695°N 9.05976°Ø |                           | 510-1162-5                 | Upload foto |
| Badstuegade 14                             |                      | 1745         | Badstuegade 14, 6100 Haderslev           | 55°14′55″N 9°29′24″Ø / 55.24866°N 9.48998°Ø |                           | 510-3048-1                 | Upload foto |
| Badstuegade 16                             |                      | 1821         | Badstuegade 16A, 6100 Haderslev          | 55°14′56″N 9°29′24″Ø / 55.24877°N 9.49010°Ø |                           | 510-3050-1                 | Upload foto |
| Bevtoft Præstegård                         |                      | 1736         | Krügersvej 36, 6541 Bevtoft              | 55°12′00″N 9°12′25″Ø / 55.20004°N 9.20702°Ø |                           | 510-22062-5                | Upload foto |
| Brummersgård                               |                      | 1866         | Aarø 145A, 6100 Haderslev                | 55°15′37″N 9°44′15″Ø / 55.26035°N 9.73747°Ø |                           | 510-2463-1                 | Upload foto |
| Brummersgård                               | Bygning              | 1650         | Aarø 145A, 6100 Haderslev                | 55°15′37″N 9°44′15″Ø / 55.26035°N 9.73747°Ø |                           | 510-2463-4                 | Upload foto |
| Catharinenheim                             |                      | 1890         | Christiansfeldvej 4A, 6100 Haderslev     | 55°15′20″N 9°29′29″Ø / 55.25548°N 9.49129°Ø |                           | 510-3580-1                 | Upload foto |
| Catharinenheim                             |                      | 1890         | Christiansfeldvej 4B, 6100 Haderslev     | 55°15′20″N 9°29′29″Ø / 55.25545°N 9.49140°Ø |                           | 510-3580-2                 | Upload foto |
| Catharinenheim                             |                      | 1890         | Christiansfeldvej 4B, 6100 Haderslev     | 55°15′20″N 9°29′29″Ø / 55.25545°N 9.49140°Ø |                           | 510-3580-3                 | Upload foto |
| Catharinenheim                             |                      | 1890         | Christiansfeldvej 4B, 6100 Haderslev     | 55°15′20″N 9°29′29″Ø / 55.25545°N 9.49140°Ø |                           | 510-3580-4                 | Upload foto |
| Christiansdals Vandkraftværk               |                      | 1911         | Christiansdalvej 50, 6500 Vojens         | 55°13′59″N 9°23′15″Ø / 55.23293°N 9.38738°Ø |                           | 510-7285-26                | Upload foto |
| Christiansdals Vandkraftværk               |                      | 1935         | Christiansdalvej 52, 6500 Vojens         | 55°13′57″N 9°23′14″Ø / 55.23243°N 9.38730°Ø |                           | 510-7285-27                | Upload foto |
| Christina Frederica Stiftelsen             |                      | 1839         | Storegade 86, 6100 Haderslev             | 55°15′07″N 9°28′38″Ø / 55.25189°N 9.47712°Ø |                           | 510-9960-1                 | Upload foto |
| Den gamle Latinskole                       |                      | 1733         | Domkirkepladsen 3, 6100 Haderslev        | 55°15′00″N 9°29′14″Ø / 55.24998°N 9.48711°Ø |                           | 510-9547-1                 | Upload foto |
| Den tidl. Katedralskole                    |                      | 1854         | Gåskærgade 28, 6100 Haderslev            | 55°15′10″N 9°29′10″Ø / 55.25283°N 9.48604°Ø |                           | 510-5155-1                 | Upload foto |
| Den tidl. Katedralskole                    |                      | 1922         | Gåskærgade 28, 6100 Haderslev            | 55°15′10″N 9°29′10″Ø / 55.25283°N 9.48604°Ø |                           | 510-5155-2                 | Upload foto |
| Den tidl. Katedralskole                    |                      | 1922         | Gåskærgade 28, 6100 Haderslev            | 55°15′10″N 9°29′10″Ø / 55.25283°N 9.48604°Ø |                           | 510-5155-3                 | Upload foto |
| Den tidl. Katedralskole                    |                      | 1922         | Gåskærgade 28, 6100 Haderslev            | 55°15′10″N 9°29′10″Ø / 55.25283°N 9.48604°Ø |                           | 510-5155-4                 | Upload foto |
| Det gamle Amtskontor                       |                      | 1708         | Naffet 2A, 6100 Haderslev                | 55°14′57″N 9°29′26″Ø / 55.24903°N 9.49044°Ø |                           | 510-7956-1                 | Upload foto |
| Domkirkepladsen 1                          |                      | 1711         | Domkirkepladsen 1, 6100 Haderslev        | 55°14′58″N 9°29′16″Ø / 55.24948°N 9.48767°Ø |                           | 510-12811-1                | Upload foto |
| Friedrichs Schule                          |                      | 1830         | Nørregade 41, 6100 Haderslev             | 55°15′11″N 9°29′20″Ø / 55.25302°N 9.48881°Ø |                           | 510-13314-1                | Upload foto |
| Gram Slot                                  |                      | 1664         | Slotsvej 54, 6510 Gram                   | 55°17′43″N 9°03′26″Ø / 55.29526°N 9.05724°Ø |                           | 510-1160-1                 | Upload foto |
| Gram Slot                                  |                      | 1664         | Slotsvej 54, 6510 Gram                   | 55°17′43″N 9°03′26″Ø / 55.29526°N 9.05724°Ø |                           | 510-1160-2                 | Upload foto |
| Gåskærgade 27-27 A                         |                      | 1725         | Gåskærgade 27, 6100 Haderslev            | 55°15′09″N 9°29′01″Ø / 55.25253°N 9.48372°Ø |                           | 510-5154-1                 | Upload foto |
| Gåskærgade 30                              |                      | 1856         | Gåskærgade 30, 6100 Haderslev            | 55°15′09″N 9°29′08″Ø / 55.25263°N 9.48557°Ø |                           | 510-5156-1                 | Upload foto |
| Haderslev Amtsgård                         |                      | 1760         | Ribe Landevej 3A, 6100 Haderslev         | 55°15′05″N 9°28′32″Ø / 55.25125°N 9.47561°Ø |                           | 510-8670-1                 | Upload foto |
| Haderslev Posthus                          |                      | 1926         | Gravene 8, 6100 Haderslev                | 55°15′06″N 9°29′14″Ø / 55.25177°N 9.48722°Ø |                           | 510-4985-1                 | Upload foto |
| Haderslev Rådhus (tidl.)                   |                      | 1636         | Lavgade 5, 6100 Haderslev                | 55°14′54″N 9°29′18″Ø / 55.24839°N 9.48847°Ø |                           | 510-7388-1                 | Upload foto |
| Haderslev Slotsvandmølle                   |                      | 1827         | Møllepladsen 4, 6100 Haderslev           | 55°14′53″N 9°29′21″Ø / 55.24798°N 9.48921°Ø |                           | 510-7901-1                 | Upload foto |
| Haderslev tidl. Præstegård                 |                      | 1751         | Præstegade 14A, 6100 Haderslev           | 55°14′57″N 9°29′07″Ø / 55.24927°N 9.48524°Ø |                           | 510-8563-1                 | Upload foto |
| Harmonien                                  |                      | 1850         | Gåskærgade 19B, 6100 Haderslev           | 55°15′09″N 9°29′07″Ø / 55.25250°N 9.48517°Ø |                           | 510-5150-2                 | Upload foto |
| Hertug Hans' Hospital                      |                      | 1569         | Sønderbro 3, 6100 Haderslev              | 55°14′51″N 9°29′24″Ø / 55.24750°N 9.48997°Ø |                           | 510-10271-1                | Upload foto |
| Hertug Hans' Hospital                      |                      | 1787         | Sønderbro 5, 6100 Haderslev              | 55°14′50″N 9°29′24″Ø / 55.24730°N 9.49007°Ø |                           | 510-10271-2                | Upload foto |
| Hiort Lorenzens Hus                        |                      | 1833         | Møllepladsen 2, 6100 Haderslev           | 55°14′53″N 9°29′20″Ø / 55.24813°N 9.48902°Ø |                           | 510-7899-1                 | Upload foto |
| Hjorteapoteket                             |                      | 1842         | Apotekergade 9A, 6100 Haderslev          | 55°14′58″N 9°29′13″Ø / 55.24944°N 9.48691°Ø |                           | 510-3021-1                 | Upload foto |
| Häger Stiftung                             |                      | 1934         | Klosteret 23A, 6100 Haderslev            | 55°14′54″N 9°29′08″Ø / 55.24845°N 9.48555°Ø |                           | 510-14000-1                | Upload foto |
| Häger Stiftung                             |                      | 1934         | Klosteret 25A, 6100 Haderslev            | 55°14′54″N 9°29′07″Ø / 55.24835°N 9.48541°Ø |                           | 510-6916-1                 | Upload foto |
| Højgade 3                                  |                      | 1795         | Højgade 3, 6100 Haderslev                | 55°14′56″N 9°29′19″Ø / 55.24882°N 9.48855°Ø |                           | 510-6313-1                 | Upload foto |
| Høppners Hotel                             |                      | 1760         | Nørregade 22A, 6100 Haderslev            | 55°15′02″N 9°29′18″Ø / 55.25053°N 9.48822°Ø |                           | 510-8223-1                 | Upload foto |
| Jomfrugang 12                              |                      | 1801         | Jomfrugang 12, 6100 Haderslev            | 55°14′57″N 9°29′09″Ø / 55.24930°N 9.48591°Ø |                           | 510-6382-1                 | Upload foto |
| Klostret 28                                |                      | 1853         | Klosteret 28, 6100 Haderslev             | 55°14′54″N 9°29′07″Ø / 55.24845°N 9.48530°Ø |                           | 510-6920-1                 | Upload foto |
| Laurids Skausgade 8                        |                      | 1837         | Laurids Skaus Gade 8A, 6100 Haderslev    | 55°15′16″N 9°29′15″Ø / 55.25434°N 9.48741°Ø |                           | 510-7360-1                 | Upload foto |
| Laurids Skausgade 8                        |                      | 1850         | Laurids Skaus Gade 8B, 6100 Haderslev    | 55°15′16″N 9°29′13″Ø / 55.25447°N 9.48703°Ø |                           | 510-7360-3                 | Upload foto |
| Laurids Skausgade 8                        |                      | 1837         | Laurids Skaus Gade 8C, 6100 Haderslev    | 55°15′16″N 9°29′15″Ø / 55.25457°N 9.48741°Ø |                           | 510-7360-2                 | Upload foto |
| Lavgade 12                                 |                      | 1900         | Lavgade 12A, 6100 Haderslev              | 55°14′53″N 9°29′19″Ø / 55.24798°N 9.48858°Ø |                           | 510-7392-1                 | Upload foto |
| Lavgade 12                                 |                      | 1900         | Lavgade 12B, 6100 Haderslev              | 55°14′52″N 9°29′18″Ø / 55.24782°N 9.48831°Ø |                           | 510-7392-2                 | Upload foto |
| Lille Slagtergade 17                       |                      | 1760         | Lille Slagtergade 17A, 6100 Haderslev    | 55°15′10″N 9°28′57″Ø / 55.25287°N 9.48249°Ø |                           | 510-5176-1                 | Upload foto |
| Moltrup Landevej 75                        |                      | 1832         | Moltrup Landevej 75, 6100 Haderslev      | 55°16′56″N 9°27′50″Ø / 55.28217°N 9.46385°Ø |                           | 510-9850-1                 | Upload foto |
| Moltrup Landevej 75                        |                      | 1840         | Moltrup Landevej 75, 6100 Haderslev      | 55°16′56″N 9°27′50″Ø / 55.28217°N 9.46385°Ø |                           | 510-9850-2                 | Upload foto |
| Moltrup Landevej 75                        |                      | 1901         | Moltrup Landevej 75, 6100 Haderslev      | 55°16′56″N 9°27′50″Ø / 55.28217°N 9.46385°Ø |                           | 510-9850-3                 | Upload foto |
| Moltrup Landevej 75                        |                      | 1840         | Moltrup Landevej 75, 6100 Haderslev      | 55°16′56″N 9°27′50″Ø / 55.28217°N 9.46385°Ø |                           | 510-9850-4                 | Upload foto |
| Moltrupvej 1                               |                      | 1820         | Moltrupvej 1, 6100 Haderslev             | 55°15′13″N 9°28′41″Ø / 55.25363°N 9.47815°Ø |                           | 510-7823-1                 | Upload foto |
| Naffet 14                                  |                      | 1800         | Naffet 14, 6100 Haderslev                | 55°14′57″N 9°29′31″Ø / 55.24914°N 9.49187°Ø |                           | 510-7967-1                 | Upload foto |
| Naffet 24                                  |                      | 1620         | Naffet 24, 6100 Haderslev                | 55°14′57″N 9°29′34″Ø / 55.24917°N 9.49270°Ø |                           | 510-7976-1                 | Upload foto |
| Naffet 27                                  |                      | 1852         | Naffet 27, 6100 Haderslev                | 55°14′58″N 9°29′36″Ø / 55.24933°N 9.49336°Ø |                           | 510-7979-1                 | Upload foto |
| Naffet 30                                  |                      | 1851         | Naffet 30, 6100 Haderslev                | 55°14′57″N 9°29′36″Ø / 55.24919°N 9.49327°Ø |                           | 510-7982-1                 | Upload foto |
| Naffet 32                                  |                      | 1840         | Naffet 32, 6100 Haderslev                | 55°14′57″N 9°29′37″Ø / 55.24920°N 9.49348°Ø |                           | 510-7984-1                 | Upload foto |
| Naffet 34                                  |                      | 1870         | Naffet 34, 6100 Haderslev                | 55°14′57″N 9°29′37″Ø / 55.24921°N 9.49361°Ø |                           | 510-7984-2                 | Upload foto |
| Nybøl                                      |                      | 1900         | Brogårdvej 4, 6510 Gram                  | 55°17′57″N 8°59′04″Ø / 55.29907°N 8.98442°Ø |                           | 510-868-1                  | Upload foto |
| Nygård                                     |                      | 1700         | Nygårdvej 4, 6100 Haderslev              | 55°16′20″N 9°34′22″Ø / 55.27220°N 9.57279°Ø |                           | 510-8150-1                 | Upload foto |
| Nørregade 4                                |                      | 1775         | Nørregade 4, 6100 Haderslev              | 55°14′58″N 9°29′17″Ø / 55.24938°N 9.48819°Ø |                           | 510-8205-1                 | Upload foto |
| Præstegade 09                              |                      | 1799         | Præstegade 9, 6100 Haderslev             | 55°14′56″N 9°29′04″Ø / 55.24878°N 9.48456°Ø |                           | 510-8560-1                 | Upload foto |
| Præstegade 1 A                             |                      | 1792         | Præstegade 1A, 6100 Haderslev            | 55°14′58″N 9°29′09″Ø / 55.24942°N 9.48579°Ø |                           | 510-8553-1                 | Upload foto |
| Retsbygningen                              |                      |              | Gammelting 1, 6100 Haderslev             | 55°15′12″N 9°29′20″Ø / 55.25329°N 9.48895°Ø |                           | 510-4908-1                 | Upload foto |
| Sct. Severin Skole                         |                      | 1924         | Moltrupvej 1A, 6100 Haderslev            | 55°15′15″N 9°28′40″Ø / 55.25416°N 9.47790°Ø |                           | 510-7824-1                 | Upload foto |
| Sct. Severin Skole                         |                      | 1954         | Moltrupvej 1A, 6100 Haderslev            | 55°15′15″N 9°28′40″Ø / 55.25416°N 9.47790°Ø |                           | 510-7824-2                 | Upload foto |
| Sejlstensgyde 7                            |                      | 1797         | Sejlstensgyde 7, 6100 Haderslev          | 55°14′54″N 9°29′41″Ø / 55.24845°N 9.49466°Ø |                           | 510-9118-1                 | Upload foto |
| Sillerup Mølle                             | Vindmølle og stuehus | 1859         | Sillerup Møllevej 35, 6100 Haderslev     | 55°18′38″N 9°34′35″Ø / 55.31057°N 9.57640°Ø |                           | 510-9157-1                 | Upload foto |
| Sillerup Mølle                             |                      | 1859         | Sillerup Møllevej 35, 6100 Haderslev     | 55°18′38″N 9°34′35″Ø / 55.31057°N 9.57640°Ø |                           | 510-9157-2                 | Upload foto |
| Sillerup Mølle                             |                      | 1926         | Sillerup Møllevej 35, 6100 Haderslev     | 55°18′38″N 9°34′35″Ø / 55.31057°N 9.57640°Ø |                           | 510-9157-3                 | Upload foto |
| Sillerup Mølle                             | Bagehus              | 1926         | Sillerup Møllevej 35, 6100 Haderslev     | 55°18′38″N 9°34′35″Ø / 55.31057°N 9.57640°Ø |                           | 510-9157-4                 | Upload foto |
| Skovbøllingvej 35                          | Stuehus              | 1934         | Skovbøllingvej 35, 6100 Haderslev        | 55°18′51″N 9°30′05″Ø / 55.31424°N 9.50129°Ø |                           | 510-22623-1                | Upload foto |
| Skovbøllingvej 35                          | Udlænge              | 1934         | Skovbøllingvej 35, 6100 Haderslev        | 55°18′51″N 9°30′05″Ø / 55.31424°N 9.50129°Ø |                           | 510-22623-2                | Upload foto |
| Slagtergade 14                             |                      | 1849         | Slagtergade 14, 6100 Haderslev           | 55°15′13″N 9°28′55″Ø / 55.25355°N 9.48182°Ø |                           | 510-9456-1                 | Upload foto |
| Slotsgade 15                               |                      | 1637         | Slotsgade 15A, 6100 Haderslev            | 55°15′00″N 9°29′22″Ø / 55.25002°N 9.48957°Ø |                           | 510-9523-1                 | Upload foto |
| Slotsgade 15                               |                      | 1637         | Slotsgade 15F, 6100 Haderslev            | 55°15′01″N 9°29′23″Ø / 55.25032°N 9.48978°Ø |                           | 510-9523-2                 | Upload foto |
| Slotsgade 20                               |                      | 1578         | Slotsgade 20, 6100 Haderslev             | 55°14′59″N 9°29′27″Ø / 55.24980°N 9.49076°Ø |                           | 510-9526-1                 | Upload foto |
| Slotsgade 21                               |                      | 1825         | Slotsgade 21, 6100 Haderslev             | 55°15′00″N 9°29′25″Ø / 55.24994°N 9.49040°Ø |                           | 510-9527-1                 | Upload foto |
| Slotsgade 22                               |                      | 1650         | Slotsgade 22, 6100 Haderslev             | 55°14′59″N 9°29′28″Ø / 55.24977°N 9.49100°Ø |                           | 510-9526-2                 | Upload foto |
| Slotsgade 23                               |                      | 1570         | Slotsgade 23, 6100 Haderslev             | 55°15′00″N 9°29′26″Ø / 55.24993°N 9.49050°Ø |                           | 510-9529-1                 | Upload foto |
| Slotsgade 24                               |                      | 1875         | Slotsgade 24A, 6100 Haderslev            | 55°14′59″N 9°29′28″Ø / 55.24975°N 9.49121°Ø |                           | 510-9530-1                 | Upload foto |
| Slotsgade 27                               |                      | 1800         | Slotsgade 27, 6100 Haderslev             | 55°15′00″N 9°29′27″Ø / 55.24992°N 9.49071°Ø |                           | 510-9532-1                 | Upload foto |
| Slotsgade 29                               |                      | 1578         | Slotsgade 29, 6100 Haderslev             | 55°15′00″N 9°29′27″Ø / 55.24989°N 9.49094°Ø |                           | 510-9533-1                 | Upload foto |
| Slotsgade 29                               |                      | 1708         | Slotsgade 29, 6100 Haderslev             | 55°15′00″N 9°29′27″Ø / 55.24989°N 9.49094°Ø |                           | 510-9533-3                 | Upload foto |
| Slotsgade 31                               |                      | 1575         | Slotsgade 31A, 6100 Haderslev            | 55°15′00″N 9°29′28″Ø / 55.24987°N 9.49111°Ø |                           | 510-9534-1                 | Upload foto |
| Slotsgade 31                               |                      | 1831         | Slotsgade 31A, 6100 Haderslev            | 55°15′00″N 9°29′28″Ø / 55.24987°N 9.49111°Ø |                           | 510-9534-5                 | Upload foto |
| Slotsgade 31                               |                      | 1670         | Slotsgade 31B, 6100 Haderslev            | 55°15′01″N 9°29′29″Ø / 55.25027°N 9.49127°Ø |                           | 510-9534-4                 | Upload foto |
| Slotsgrunden 1                             |                      | 1834         | Slotsgrunden 1A, 6100 Haderslev          | 55°14′57″N 9°29′30″Ø / 55.24929°N 9.49169°Ø |                           | 510-9536-1                 | Upload foto |
| Slotsgrunden 2                             |                      | 1800         | Slotsgrunden 2, 6100 Haderslev           | 55°14′58″N 9°29′30″Ø / 55.24938°N 9.49168°Ø |                           | 510-9536-2                 | Upload foto |
| Slotskroen                                 |                      | 1714         | Slotsvej 52, 6510 Gram                   | 55°17′42″N 9°03′19″Ø / 55.29497°N 9.05531°Ø |                           | 510-1159-1                 | Upload foto |
| Slotskroen                                 |                      | 1714         | Slotsvej 52, 6510 Gram                   | 55°17′42″N 9°03′19″Ø / 55.29497°N 9.05531°Ø |                           | 510-1159-4                 | Upload foto |
| Slotsvej 48                                |                      | 1700         | Slotsvej 48, 6510 Gram                   | 55°17′37″N 9°03′17″Ø / 55.29374°N 9.05473°Ø |                           | 510-1155-1                 | Upload foto |
| Store Klingbjerg 2                         |                      | 1650         | Store Klingbjerg 2, 6100 Haderslev       | 55°14′58″N 9°29′25″Ø / 55.24942°N 9.49015°Ø |                           | 510-9700-1                 | Upload foto |
| Store Klingbjerg 5                         |                      | 1799         | Store Klingbjerg 5, 6100 Haderslev       | 55°14′58″N 9°29′24″Ø / 55.24951°N 9.48997°Ø |                           | 510-9703-1                 | Upload foto |
| Store Klingbjerg 7                         |                      | 1700         | Store Klingbjerg 7, 6100 Haderslev       | 55°14′59″N 9°29′24″Ø / 55.24960°N 9.49002°Ø |                           | 510-9704-1                 | Upload foto |
| Storegade 48                               |                      | 1900         | Storegade 48A, 6100 Haderslev            | 55°15′08″N 9°28′53″Ø / 55.25235°N 9.48151°Ø |                           | 510-9933-1                 | Upload foto |
| Storegade 56                               |                      | 1853         | Storegade 56, 6100 Haderslev             | 55°15′08″N 9°28′51″Ø / 55.25222°N 9.48072°Ø |                           | 510-9937-1                 | Upload foto |
| Storegade 65                               |                      | 1880         | Storegade 65, 6100 Haderslev             | 55°15′07″N 9°28′49″Ø / 55.25196°N 9.48022°Ø |                           | 510-13921-1                | Upload foto |
| Storegade 66                               |                      | 1897         | Storegade 66, 6100 Haderslev             | 55°15′07″N 9°28′47″Ø / 55.25208°N 9.47985°Ø |                           | 510-9944-1                 | Upload foto |
| Storegade 80                               |                      | 1875         | Storegade 80, 6100 Haderslev             | 55°15′07″N 9°28′42″Ø / 55.25189°N 9.47836°Ø |                           | 510-9956-1                 | Upload foto |
| Storegade 82                               |                      | 1850         | Storegade 82, 6100 Haderslev             | 55°15′07″N 9°28′41″Ø / 55.25184°N 9.47799°Ø |                           | 510-13885-1                | Upload foto |
| Sønderballe Hoved 1                        |                      | 1800         | Sønderballe Hoved 1, 6100 Haderslev      | 55°08′25″N 9°29′08″Ø / 55.14041°N 9.48548°Ø |                           | 510-13838-1                | Upload foto |
| Teglmesterboligen                          |                      | 1800         | Slotsvej 63A, 6510 Gram                  | 55°18′13″N 9°03′39″Ø / 55.30353°N 9.06086°Ø |                           | 510-2139-1                 | Upload foto |
| Teglmesterboligen                          |                      | 1800         | Slotsvej 63, 6510 Gram                   | 55°18′14″N 9°03′39″Ø / 55.30380°N 9.06076°Ø |                           | 510-2126-1                 | Upload foto |
| Teglmesterboligen                          |                      | 1800         | Slotsvej 63, 6510 Gram                   | 55°18′14″N 9°03′39″Ø / 55.30380°N 9.06076°Ø |                           | 510-2126-2                 | Upload foto |
| Torvet 4                                   |                      | 1630         | Torvet 4, 6100 Haderslev                 | 55°14′56″N 9°29′15″Ø / 55.24896°N 9.48761°Ø |                           | 510-10653-1                | Upload foto |
| Torvet 5                                   |                      | 1640         | Torvet 5, 6100 Haderslev                 | 55°14′57″N 9°29′15″Ø / 55.24903°N 9.48750°Ø |                           | 510-10655-1                | Upload foto |
| Torvet 7                                   |                      | 1680         | Torvet 7, 6100 Haderslev                 | 55°14′57″N 9°29′16″Ø / 55.24919°N 9.48777°Ø |                           | 510-10657-1                | Upload foto |
| Torvet 8                                   |                      | 1640         | Torvet 8A, 6100 Haderslev                | 55°14′57″N 9°29′17″Ø / 55.24922°N 9.48793°Ø |                           | 510-10658-1                | Upload foto |
| Torvet 13                                  |                      | 1633         | Torvet 13, 6100 Haderslev                | 55°14′56″N 9°29′18″Ø / 55.24888°N 9.48828°Ø |                           | 510-10663-1                | Upload foto |
| Torvet 14                                  |                      | 1627         | Torvet 14, 6100 Haderslev                | 55°14′56″N 9°29′17″Ø / 55.24884°N 9.48813°Ø |                           | 510-10664-1                | Upload foto |
| Tørning Mølle                              | Vandmølleanlæg       | 1800         | Tørningvej 6, 6500 Vojens                | 55°14′16″N 9°22′23″Ø / 55.23782°N 9.37311°Ø |                           | 510-20914-1                | Upload foto |
| Tørning Mølle                              | Vandmølleanlæg       | 1823         | Tørningvej 7, 6500 Vojens                | 55°14′16″N 9°22′25″Ø / 55.23773°N 9.37361°Ø |                           | 510-7285-22                | Upload foto |
| Tørning Mølle                              | Vandmølleanlæg       | 1823         | Tørningvej 7, 6500 Vojens                | 55°14′16″N 9°22′25″Ø / 55.23773°N 9.37361°Ø |                           | 510-7285-23                | Upload foto |
| Tørning Mølle                              | Vandmølleanlæg       | 1908         | Tørningvej 7, 6500 Vojens                | 55°14′16″N 9°22′25″Ø / 55.23773°N 9.37361°Ø |                           | 510-7285-25                | Upload foto |
| Vestergade 4                               |                      | 1760         | Vestergade 4, 6100 Haderslev             | 55°15′09″N 9°28′53″Ø / 55.25250°N 9.48131°Ø |                           | 510-10904-1                | Upload foto |
| Vilstrup Bullade                           |                      | 1700         | Vilstrup Præstevænge 21B, 6100 Haderslev | 55°11′23″N 9°31′13″Ø / 55.18966°N 9.52035°Ø |                           | 510-11005-3                | Upload foto |
| Wilhelminenheim,Wilhelminen Schule (tidl.) |                      | 1829         | Præstegade 12A, 6100 Haderslev           | 55°14′58″N 9°29′07″Ø / 55.24937°N 9.48541°Ø |                           | 510-8562-1                 | Upload foto |
| Ørby 6                                     |                      | 1650         | Ørby 6, 6100 Haderslev                   | 55°18′06″N 9°37′31″Ø / 55.30163°N 9.62518°Ø |                           | 510-11181-3                | Upload foto |
| Ørby 20                                    |                      | 1641         | Ørby 20, 6100 Haderslev                  | 55°18′10″N 9°37′30″Ø / 55.30275°N 9.62500°Ø |                           | 510-11187-1                | Upload foto |
| Ørby 20                                    |                      | 1654         | Ørby 20, 6100 Haderslev                  | 55°18′10″N 9°37′30″Ø / 55.30275°N 9.62500°Ø |                           | 510-11187-2                | Upload foto |
| Ørby 20                                    |                      | 1641         | Ørby 20, 6100 Haderslev                  | 55°18′10″N 9°37′30″Ø / 55.30275°N 9.62500°Ø |                           | 510-11187-5                | Upload foto |
| Øsby Præstegård                            |                      | 1765         | Øsby Nedergade 20, 6100 Haderslev        | 55°15′05″N 9°38′21″Ø / 55.25133°N 9.63905°Ø |                           | 510-11258-1                | Upload foto |
| Øsby Præstegård                            |                      | 1875         | Øsby Nedergade 20, 6100 Haderslev        | 55°15′05″N 9°38′21″Ø / 55.25133°N 9.63905°Ø |                           | 510-11258-2                | Upload foto |
| Åhuset                                     |                      | 1800         | Slotsvej 51, 6510 Gram                   | 55°17′44″N 9°03′23″Ø / 55.29565°N 9.05636°Ø |                           | 510-1158-1                 | Upload foto |
| Åstrupgård                                 |                      | 1780         | Aastrup Alle 15, 6100 Haderslev          | 55°15′34″N 9°32′31″Ø / 55.25937°N 9.54188°Ø |                           | 510-2893-1                 | Upload foto |
| Aastrupvej 13                              |                      | 1830         | Aastrupvej 13, 6100 Haderslev            | 55°15′16″N 9°29′34″Ø / 55.25437°N 9.49269°Ø |                           | 510-2710-1                 | Upload foto |